# 尾崎光洋
尾崎 光洋（おざき みつひろ、1988年3月9日 - ）は、日本の俳優。

## 出演

### テレビ
- 少年H（1999年11月、フジテレビ）- 少年期の妹尾肇 役
- ニュースパーク関西 面白化学実験質（2000年4月-2001年3月、NHK）
- ガチンコ! ガチンコキッズ（2000年7月20日、TBS）
- 浪花少年探偵団（2000年、NHK教育） - 原田郁夫 役
- ティーンズTV GO!GO!ボランティア（2002年、NHK教育）
- 蝉しぐれ 第1話（2003年8月22日、NHK）
- ウルトラマンコスモス 第42話（2002年4月20日、MBS） - カズヒロ 役

### 吹き替え

#### 担当俳優
ジェームズ・フェルプス、オリバー・フェルプス
- ハリー・ポッターシリーズ-（2001年 - 2011年、フレッド・ウィーズリー、ジョージ・ウィーズリー） 役
  - ハリー・ポッターと賢者の石
  - ハリー・ポッターと秘密の部屋
  - ハリー・ポッターとアズカバンの囚人
  - ハリー・ポッターと炎のゴブレット
  - ハリー・ポッターと不死鳥の騎士団
  - ハリー・ポッターと謎のプリンス（2009年、ワーナー・ブラザース）
  - ハリー・ポッターと死の秘宝 PART1
  - ハリー・ポッターと死の秘宝 PART2

- ハリー・ポッター20周年記念: リターン・トゥ・ホグワーツ（2022年、本人）

### ラジオドラマ
- NHKオーディオドラマ ラヂオ（2000年8月21日-8月24日、NHK-FM） - 走 役
- NHKオーディオドラマ 春を待つ丘（2001年4月7日、NHK-FM）
- NHKオーディオドラマ 首飾りと腕輪（2002年9月28日、NHK-FM）少年役
- NHKオーディオドラマ DIVE!!1-2、20（2003年、NHK-FM） - 弘也 役